# BABY ACTION
『BABY ACTION』（ベイビー・アクション）は、SCANDALの3枚目のアルバム。2011年8月10日にエピックレコードジャパンから発売された。

## 概要
ライブ活動との併行作業で制作された。作家陣の楽曲を基にしつつも、これまで以上にバンド自らの意見が反映された。
完全生産限定盤にはハードカバー＆撮り下ろしフォトマガジン、初回生産限定盤にはDVDが付属。

## 収録曲

### CD
1. GLAMOROUS YOU [4:06]
作詞：MAMI、田中秀典　作曲：田中秀典　編曲：川口圭太
2. その時、世界はキミだらけのレイン [3:10]
作詞：須藤寿　作曲・編曲：會田茂一
3. LOVE SURVIVE [3:40]
作詞：HARUNA、田中秀典　作曲：田中秀典　編曲：篤志
4. Sparkling [3:49]
作詞：TOMOMI、田中秀典　作曲：田中秀典　編曲：篤志
5. BURN [5:19]
作詞：RINA、乾大志　作曲：乾大志　編曲：ユトリロン
6. アップルたちの伝言 [4:18]
作詞：TOMOMI、田鹿祐一　作曲：田鹿祐一　編曲：川口圭太
7. 東京スカイスクレイパー [4:35]
作詞：RINA、ヒダカトオル　作曲・編曲：ヒダカトオル
8. Pride [4:31]
作詞：TOMOMI、田中秀典　作曲：田中秀典　編曲：川口圭太
9. ハルカ [5:05]
作詞：HARUNA、田中秀典　作曲：田中秀典　編曲：川口圭太
10. スキャンダルなんかブッ飛ばせ [3:25]
作詞：阿木燿子　作曲：宇崎竜童　編曲：藤井丈司
11. Very Special [4:44]
作詞：TOMOMI　作曲：TOMOMI、RINA　編曲：川口圭太、SCANDAL
12. one piece [5:54]
作詞：RINA、田鹿祐一　作曲：田鹿祐一　編曲：THE COMPANY

### DVD
- 「SCANDALのテーマ」MUSIC VIDEO
- THE ドッキリ・ドリーマー大作戦  -SCANDAL LIVE TOUR 2011「Dreamer」-